# Floudès
Floudès é uma comuna francesa na região administrativa da Nova Aquitânia, no departamento da Gironda. Estende-se por uma área de 3,7 km². Em 2010 a comuna tinha 113 habitantes (densidade: 30,5 hab./km²).